# Nordstaskjeret
Nordstaskjeret est une île norvégienne du comté de Hordaland appartenant administrativement à Austevoll.

## Description
Rocheuse et désertique, à fleur d'eau, elle s'étend sur environ 62 m de longueur pour une largeur approximative de 46 m.